# Mount Light
Mount Light är ett berg i Antarktis. Det ligger i Västantarktis. Argentina, Chile och Storbritannien gör anspråk på området. Toppen på Mount Light är 758 meter över havet, eller 260 meter över den omgivande terrängen. Bredden vid basen är 3,5 km.
Terrängen runt Mount Light är varierad. Trakten är obefolkad. Det finns inga samhällen i närheten.